# Doug Naylor
Douglas Rodger "Doug" Naylor, född 31 december 1955 i Manchester i Lancashire, är en brittisk författare, manusförfattare, regissör och tv-producent. Naylor är främst känd för science fiction-komediserien Red Dwarf, tv-serien och böckerna, som han skapade tillsammans med Rob Grant. Serien hade premiär 1988 på BBC och den första boken publicerades 1989, under duons gemensamma pseudonym Grant Naylor.

## Filmografi i urval
Manusförfattare
- 1982–1983 – Three of a Kind (TV-serie) (7 avsnitt)
- 1983–1984 – Cannon and Ball (TV-serie) (7 avsnitt)
- 1984 – Pushing Up Daisies (TV-serie)
- 1985–1986 – Spitting Image (TV-serie) (med Rob Grant)
- 1986 – Comic Relief (TV-special)
- 1988–1999 – Red Dwarf (TV-serie) (55 avsnitt)
- 1993–1996 – The 10 Percenters (TV-serie) (15 avsnitt)
- 2009 – Red Dwarf: Back to Earth (TV-serie) (3 avsnitt)
- 2012–2017 – Red Dwarf (TV-serie) (18 avsnitt)
- 2020 – Red Dwarf: The Promised Land (TV-film, även regi)